# Poslovno obavještavanje
Poslovno obavještavanje ili poslovno izvještavanje je aktivnost koja podrazumijeva prikupljanje, klasificiranje i analizu informacija, obično sakupljenih iz otvorenih i svima dostupnih izvora poput novina, korporativnih publikacija, interneta i ostalih baza podataka. Poslovno obavještavanje predviđa i niz ostalih metoda za prikupljanje i analizu informacija, a najčešće se oslanja na informatičku tehnologiju.
Učinkovit sustav poslovnog obvještavanja unutar neke organizacije omogućuje njezinom vodstvu da donese točne i pravovremene odluke koje mogu unaprijediti poslovanje. Poslovno obavještavanje se intenzivno počelo razvijati, kada su poduzeća automatizirala svoje poslovne procese, odnosno implementirala različita informatička rješenja poput poslovne inteligencije, koji su se vrlo brzo pokazali kao generatori velikih količina podataka. 

## Vanjske poveznice
- Primjer analize konkurencije  Arhivirana inačica izvorne stranice od 19. listopada 2015. (Wayback Machine)
- Intelligence & Information Business Intelligence Online